# Statsradiofoniens barndom
|  | Denne artikel er oprettet af botten PalnaBot ud fra en ekstern database. Den kan derfor have sproglige fejl eller mangler. Denne skabelon kan fjernes efter kontrol af indholdet. |

Statsradiofoniens barndom er en film instrueret af Otto Schrayh efter manuskript af Otto Schrayh.

## Handling
Filmen viser den danske radios begyndelse. Man ser radioens pionerer i arbejde under primitive forhold, får et indtryk af de første radiolytteres sindsbevægelser, da de opfanger udsendelserne i hovedtelefonerne og overværer de forskellige udsendelsesformer, hørespil, morgengymnastik, pressens radioavis og koncerter.